# Serra dos Cristais
Serra dos Cristais, também conhecida como Serra do Rio Grande é uma formação geológica localizada no município mineiro de Diamantina. Faz parte de província geológica da Serra do Espinhaço e possui uma altitude que varia de 1 100 a 1 400 metros. As encostas da Serra dos Cristais são caracterizadas pelas cores avermelhadas do ferro no sopé e das cores branco acinzentadas dos Quartzitos na parte superior de suas encostas. O local abriga os biomas da Mata Atlântica e Cerrado, sendo abundante a presença de córregos e nascentes.
A serra dos Cristais foi uma condicional para que a UNESCO desse à Diamantina o título de patrimônio da humanidade por ser considerada parte indissociável do conjunto urbano. Sendo tombada provisoriamente pelo Instituto Estadual do Patrimônio Histórico e Artístico de Minas Gerais - IEPHA em 2000 e de forma definitiva no ano de 2010. 
A serra vem sendo ocupada irregularmente há anos. Em dezembro de 2014, o MPMG ajuizou três ações civis públicas pedindo a retirada de edificações ilegais localizadas na serra.